# Crassuncus pseudolaudatus
Crassuncus pseudolaudatus is een vlinder uit de familie vedermotten (Pterophoridae). De wetenschappelijke naam van deze soort is voor het eerst geldig gepubliceerd in 1992 door Gibeaux.
De soort komt voor in tropisch Afrika.